# Ropalodontus perforatus
Ropalodontus perforatus es una especie de coleóptero de la familia Ciidae.

## Distribución geográfica
Habita en Europa y Japón.